# Leon Prudovsky
Leon Prudovsky est un réalisateur israélien d'origine russe né le 24 mai 1978 à Leningrad (aujourd'hui Saint-Pétersbourg).

## Filmographie
- 2005 : Laila Affel
- 2007 : Like a Fish Out of Water (TV)
- 2009 : À cinq heures de Paris (Hamesh Shaot me'Pariz)
- 2022 : My Neighbor Adolf